# Seznam dílů seriálu Redakce
Toto je seznam dílů seriálu Redakce. Český televizní seriál Redakce byl vysílán od 16. září 2004 do 30. června 2005 na TV Nova.

## Přehled řad
| Řada | Díly | Premiéra v ČR | Premiéra v ČR    |
| Řada | Díly | První díl     | Poslední díl     |
| ---- | ---- | ------------- | ---------------- |
| 1    | 13   | 16. září 2004 | 9. prosince 2004 |
| 2    | 13   | 6. ledna 2005 | 31. března 2005  |
| 3    | 13   | 7. dubna 2005 | 30. června 2005  |

## Seznam dílů

### První řada (2004)
| Č. v seriálu | Č. v řadě | Původní název  | Režie                        | Scénář                                         | Premiéra v ČR      | Prod. kód |
| ------------ | --------- | -------------- | ---------------------------- | ---------------------------------------------- | ------------------ | --------- |
| 1            | 1         | Návrat         | Jiří Vejdělek a Tomáš Krejčí | Jiří Vejdělek, Marek Epstein a Tomáš Končinský | 16. září 2004      | 101       |
| 2            | 2         | Děti na prodej | Jiří Vejdělek a Tomáš Krejčí | Jiří Vejdělek, Marek Epstein a Tomáš Končinský | 23. září 2004      | 102       |
| 3            | 3         | Cesta ke slávě | Jiří Vejdělek a Tomáš Krejčí | Jiří Vejdělek, Marek Epstein a Tomáš Končinský | 30. září 2004      | 103       |
| 4            | 4         | Stud           | Jiří Vejdělek a Tomáš Krejčí | Jiří Vejdělek, Marek Epstein a Tomáš Končinský | 7. října 2004      | 104       |
| 5            | 5         | Dopis          | Jiří Vejdělek a Tomáš Krejčí | Jiří Vejdělek, Marek Epstein a Tomáš Končinský | 14. října 2004     | 105       |
| 6            | 6         | Tajný závod    | Jiří Vejdělek a Tomáš Krejčí | Jiří Vejdělek, Marek Epstein a Tomáš Končinský | 21. října 2004     | 106       |
| 7            | 7         | Strach         | Jiří Vejdělek a Tomáš Krejčí | Jiří Vejdělek, Marek Epstein a Tomáš Končinský | 28. října 2004     | 107       |
| 8            | 8         | Právo na smrt  | Jiří Vejdělek a Tomáš Krejčí | Jiří Vejdělek, Marek Epstein a Tomáš Končinský | 4. listopadu 2004  | 108       |
| 9            | 9         | Svědomí        | Jiří Vejdělek a Tomáš Krejčí | Jiří Vejdělek, Marek Epstein a Tomáš Končinský | 11. listopadu 2004 | 109       |
| 10           | 10        | Prsten         | Jiří Vejdělek a Tomáš Krejčí | Jiří Vejdělek, Marek Epstein a Tomáš Končinský | 18. listopadu 2004 | 110       |
| 11           | 11        | Mimo realitu   | Jiří Vejdělek a Tomáš Krejčí | Jiří Vejdělek, Marek Epstein a Tomáš Končinský | 25. listopadu 2004 | 111       |
| 12           | 12        | Právo na práci | Jiří Vejdělek a Tomáš Krejčí | Jiří Vejdělek, Marek Epstein a Tomáš Končinský | 2. prosince 2004   | 112       |
| 13           | 13        | Tam a zpět     | Jiří Vejdělek a Tomáš Krejčí | Jiří Vejdělek, Marek Epstein a Tomáš Končinský | 9. prosince 2004   | 113       |

### Druhá řada (2005)
| Č. v seriálu | Č. v řadě | Původní název    | Režie                        | Scénář                                         | Premiéra v ČR   | Prod. kód |
| ------------ | --------- | ---------------- | ---------------------------- | ---------------------------------------------- | --------------- | --------- |
| 14           | 1         | Radioaktivní den | Jiří Vejdělek a Tomáš Krejčí | Jiří Vejdělek, Marek Epstein a Tomáš Končinský | 6. ledna 2005   | 201       |
| 15           | 2         | Výpověď          | Jiří Vejdělek a Tomáš Krejčí | Jiří Vejdělek, Marek Epstein a Tomáš Končinský | 13. ledna 2005  | 202       |
| 16           | 3         | Boxerský zápas   | Jiří Vejdělek a Tomáš Krejčí | Jiří Vejdělek, Marek Epstein a Tomáš Končinský | 20. ledna 2005  | 203       |
| 17           | 4         | Spisovatel       | Jiří Vejdělek a Tomáš Krejčí | Jiří Vejdělek, Marek Epstein a Tomáš Končinský | 27. ledna 2005  | 204       |
| 18           | 5         | Slavný spolužák  | Jiří Vejdělek a Tomáš Krejčí | Jiří Vejdělek, Marek Epstein a Tomáš Končinský | 3. února 2005   | 205       |
| 19           | 6         | Iberský válečník | Jiří Vejdělek a Tomáš Krejčí | Jiří Vejdělek, Marek Epstein a Tomáš Končinský | 10. února 2005  | 206       |
| 20           | 7         | Bývalý manžel    | Jiří Vejdělek a Tomáš Krejčí | Jiří Vejdělek, Marek Epstein a Tomáš Končinský | 17. února 2005  | 207       |
| 21           | 8         | Nebezpečná ulice | Jiří Vejdělek a Tomáš Krejčí | Jiří Vejdělek, Marek Epstein a Tomáš Končinský | 24. února 2005  | 208       |
| 22           | 9         | Hovězí spojka    | Jiří Vejdělek a Tomáš Krejčí | Jiří Vejdělek, Marek Epstein a Tomáš Končinský | 3. března 2005  | 209       |
| 23           | 10        | Tříděný odpad    | Jiří Vejdělek a Tomáš Krejčí | Jiří Vejdělek, Marek Epstein a Tomáš Končinský | 10. března 2005 | 210       |
| 24           | 11        | Obtěžování       | Jiří Vejdělek a Tomáš Krejčí | Jiří Vejdělek, Marek Epstein a Tomáš Končinský | 17. března 2005 | 211       |
| 25           | 12        | Hladovkář        | Jiří Vejdělek a Tomáš Krejčí | Jiří Vejdělek, Marek Epstein a Tomáš Končinský | 24. března 2005 | 212       |
| 26           | 13        | Nevěra           | Jiří Vejdělek a Tomáš Krejčí | Jiří Vejdělek, Marek Epstein a Tomáš Končinský | 31. března 2005 | 213       |

### Třetí řada (2005)
| Č. v seriálu | Č. v řadě | Původní název    | Režie                        | Scénář                                         | Premiéra v ČR   | Prod. kód |
| ------------ | --------- | ---------------- | ---------------------------- | ---------------------------------------------- | --------------- | --------- |
| 27           | 1         | Kdo s koho       | Jiří Vejdělek a Tomáš Krejčí | Jiří Vejdělek, Marek Epstein a Tomáš Končinský | 7. dubna 2005   | 301       |
| 28           | 2         | Lázně            | Jiří Vejdělek a Tomáš Krejčí | Jiří Vejdělek, Marek Epstein a Tomáš Končinský | 14. dubna 2005  | 302       |
| 29           | 3         | Myš              | Jiří Vejdělek a Tomáš Krejčí | Jiří Vejdělek, Marek Epstein a Tomáš Končinský | 21. dubna 2005  | 303       |
| 30           | 4         | Utajený koncert  | Jiří Vejdělek a Tomáš Krejčí | Jiří Vejdělek, Marek Epstein a Tomáš Končinský | 28. dubna 2005  | 304       |
| 31           | 5         | Posilovna        | Jiří Vejdělek a Tomáš Krejčí | Jiří Vejdělek, Marek Epstein a Tomáš Končinský | 5. května 2005  | 305       |
| 32           | 6         | Technopárty      | Jiří Vejdělek a Tomáš Krejčí | Jiří Vejdělek, Marek Epstein a Tomáš Končinský | 12. května 2005 | 306       |
| 33           | 7         | Léčka            | Jiří Vejdělek a Tomáš Krejčí | Jiří Vejdělek, Marek Epstein a Tomáš Končinský | 19. května 2005 | 307       |
| 34           | 8         | Květinový vrah   | Jiří Vejdělek a Tomáš Krejčí | Jiří Vejdělek, Marek Epstein a Tomáš Končinský | 26. května 2005 | 308       |
| 35           | 9         | Tajemný rytíř    | Jiří Vejdělek a Tomáš Krejčí | Jiří Vejdělek, Marek Epstein a Tomáš Končinský | 2. června 2005  | 309       |
| 36           | 10        | Kaskadér         | Jiří Vejdělek a Tomáš Krejčí | Jiří Vejdělek, Marek Epstein a Tomáš Končinský | 9. června 2005  | 310       |
| 37           | 11        | Soutěž krásy     | Jiří Vejdělek a Tomáš Krejčí | Jiří Vejdělek, Marek Epstein a Tomáš Končinský | 16. června 2005 | 311       |
| 38           | 12        | Pytel plný peněz | Jiří Vejdělek a Tomáš Krejčí | Jiří Vejdělek, Marek Epstein a Tomáš Končinský | 23. června 2005 | 312       |
| 39           | 13        | Svatba           | Jiří Vejdělek a Tomáš Krejčí | Jiří Vejdělek, Marek Epstein a Tomáš Končinský | 30. června 2005 | 313       |